# Eugeni Guilló Barceló
Josep Pere Domingo Eugeni Guilló Barceló (Vinaròs, 8 de setembre de 1666 - Castelló de la Plana, 1731), fou un pintor del barroc valencià, germà de Vicent Guilló.

## Biografia
Fill de Vicent Guilló, sastre, i Paula Barceló, visqué els primers anys a Vinaròs. Fou deixeble, ajudant i col·laborador del seu germà Vicent i, almenys des de 1687 participà en la realització de les obres fetes pel seu germà, com en l'ermita de Sant Pau d'Albocàsser o durant els anys 1692-1697, en les decoracions realitzades en l'església dels Sants Joans de València.
Després de mort Vicente, en 1698 Eugeni torna a Vinaròs, d'on es trasllada a principis del segle xviii a Albocàsser, on havia viscut anys enrere amb el seu germà. Es casa en 1699 o 1700 amb Josepha Maria Montull, i el matrimoni fixa la seua residència en Albocàsser durant uns anys. Des de 1709 el pintor tingué residència en Castelló de la Plana.
El primer encàrrec conegut fou el daurat de les peanyes dels patrons en l'altar de la capella de la Comunió de l'arxiprestal de Vinaròs i dos llenços per a la mateixa capella, que realitzà entre 1694 i 1695. En 1698 dissenya la portada de l'arxiprestal de Vinaròs. En 1699 treballa com a pintor i daurador en l'església de la Sang de Vilafamés i en 1700 pinta un quadre per a l'ermita del Remei d'Alcanar. En 1704 decora la capella del Rosari de l'arxiprestal de Vinaròs i la capella del Rosari de l'església del convent de Sant Domènec, actualment església de Sant Vicent Ferrer de Castelló de la Plana. En 1705 continua en Castelló, on decora la capella del Santíssim Sagrament del convent de Santa Bàrbara.

## Obra
Seguidor del corrent de les arquitectures fingides, fou un excel·lent pintor de trompe-l'oeil, tot i que el tons vermells forts que utilitza xoca amb els blancs. De tota manera, transforma l'espai en una explosició de barroquisme. La seua obra mostra una tècnica molt personal, on destaca l'ornamentació bigarrada i un cromatisme deslluït.
Les seues obres conservades, ordenades cronològicament, són les següents:
- Decoració de l'església de la Sang de Vilafamés. Destaquen els tres medallons de la volta del presbiteri, i en el central, amb el tema de Crist creuclavat, aquest es veu posposat pel seu domini de les arquitectures fingides. També decora, en la mateixa església, la volta de la capella de Santa Bàrbara.[4]
- Decoració de la capella del Rosari de l'arxiprestal de Vinaròs (1704). La glòria de la Mare de Déu rodejada per àngels, en un cel circumscrit per una balustrada, cobreix la cúpula.
- Decoració de la capella del Rosari de l'església de Sant Vicent Ferrer de Castelló de la Plana (1704). Presenta un programa iconogràfic on exalta la devoció de la Mare de Déu del Rosari, en les voltes, els arcs i la cúpula. Hi ha un domini dels escorços, cels fingits i arquitectures pintades.[5]